# 奥列格·基佩尔
奥列格·亚历山德罗维奇·基佩尔（羅馬化：Oleh Oleksandrovych Kiper；1980年5月1日—），乌克兰政治人物，自2023年5月30日起担任敖德萨州州长。